# Wach (stacja kolejowa)
Wach – zlikwidowana w 1973 roku wąskotorowa stacja kolejowa w miejscowości Wach na linii kolejowej Myszyniec – Grabowo Wąskotorowe, w powiecie ostrołęckim, w województwie mazowieckim, w Polsce.